# Distretto di Khao Khitchakut
Il distretto di Khao Khitchakut (in thailandese: เขาคิชฌกูฏ) è un distretto (amphoe) della Thailandia, situato nella provincia di Chanthaburi.